# Crimson Contagion

Sigillo del Dipartimento della salute e dei servizi umani (HHS)

Crimson Contagion è stata un'esercitazione congiunta condotta tra gennaio ed agosto 2019 dal Dipartimento della salute e dei servizi umani degli Stati Uniti d'America, guidato da Alex Azar, a cui hanno partecipato numerose organizzazioni nazionali, statali e locali, private e pubbliche negli Stati Uniti, al fine di testare la capacità del governo federale e di dodici stati di rispondere a una grave pandemia influenzale originatasi in Cina.
La simulazione, condotta mesi prima dell'inizio della pandemia COVID-19, prevedeva uno scenario in cui i turisti di ritorno dalla Cina avessero diffuso un virus respiratorio negli Stati Uniti, a partire da Chicago. 
In meno di due mesi il virus aveva infettato 110 milioni di americani, uccidendone più di mezzo milione. Il rapporto pubblicato a conclusione dell'esercizio delinea la capacità limitata del governo di rispondere a una pandemia, con agenzie federali prive di fondi, coordinamento e risorse per facilitare una risposta efficace al virus.

## Enti e Stati partecipanti
A questo "esercizio funzionale" hanno partecipato il Consiglio di sicurezza nazionale, il Dipartimento della salute e dei servizi umani degli Stati Uniti, il Dipartimento dell'agricoltura degli Stati Uniti, il Dipartimento del commercio degli Stati Uniti, il Dipartimento della difesa degli Stati Uniti, il Dipartimento dell'energia degli Stati Uniti, il Dipartimento della sicurezza interna degli Stati Uniti d'America, il Dipartimento della casa e dello sviluppo urbano degli Stati Uniti d'America, il Dipartimento degli Interni degli Stati Uniti d'America, il Dipartimento della giustizia degli Stati Uniti d'America, il Dipartimento del lavoro degli Stati Uniti d'America, il Dipartimento di Stato degli Stati Uniti d'America, il Dipartimento dei trasporti degli Stati Uniti d'America, il Dipartimento del tesoro degli Stati Uniti d'America, tra le altre organizzazioni statali (Arizona, Colorado, Connecticut, Idaho, Illinois, Massachusetts, Nebraska, New Hampshire, Nuovo Messico, New York, Pennsylvania, Carolina del Sud) e locali, pubbliche e private.

## Scenario
Durante la simulazione, diversi turisti si ammalano di un virus respiratorio, soprannominato “influenza H7N9”, diffuso dalla Cina rapidamente in tutto il mondo da viaggiatori con febbre alta. Il virus si diffonde rapidamente in tutto il mondo con la prima rilevazione negli Stati Uniti avvenuta a Chicago, la città ospitante dell'esercizio. 
La condotta di Crimson Contagion inizia 47 giorni dopo la scoperta del primo caso negli Stati Uniti.
Secondo i risultati della bozza di rapporto di coordinamento, datata ottobre 2019, la simulazione Crimson Contagion registra 110 milioni di americani infetti, 7,7 milioni di ricoveri e 586.000 decessi.

## Risultati chiave
- Il governo federale non dispone di fondi sufficienti per rispondere a una grave pandemia influenzale.
- I partecipanti all'esercizio non avevano chiarezza sui ruoli delle diverse agenzie federali e sulle informazioni importanti da trasmettere ai partner federali.
- Il Dipartimento della salute e dei servizi umani aveva problemi a fornire informazioni accurate e pertinenti agli ospedali e ad altre organizzazioni di sanità pubblica.
- Confusione tra HHS, FEMA e il Dipartimento della sicurezza interna degli Stati Uniti d'America su cui l'agenzia federale avrebbe preso l'iniziativa nella crisi.
- Gli Stati Uniti non hanno la capacità di produzione per soddisfare le richieste di dispositivi di protezione e dispositivi medici come maschere e ventilatori imposti da una pandemia.
- Gli Stati non sono stati in grado di richiedere risorse in modo efficiente a causa della mancanza di un processo di richiesta standardizzato.[4]